# Look Sharp Live! Tour
Look Sharp Live! Tour var en konsertturné med Roxette under 1989.

## Konserter
Sverigeturnén
- 5 juli 1989 - Brottet, Halmstad
- 7 juli 1989 - Folkets park, Falköping
- 8 juli 1989 - Folkets park, Hultsfred
- 9 juli 1989 - Huskvarnaparken, Huskvarna
- 12 juli 1989 - Folkets park, Ljusdal
- 14 juli 1989 - Folkets park, Sundsvall
- 15 juli 1989 - Folkets park, Skellefteå
- 16 juli 1989 - Folkets park, Gävle
- 19 juli 1989 - Folkets park, Hunnebostrand
- 21 juli 1989 - Christinehofs slott, Tomelilla
- 22 juli 1989 - Fästningen, Varberg
- 23 juli 1989 - Sofiero slott, Helsingborg
- 25 juli 1989 - Slottsruinen, Borgholm
- 26 juli 1989 - Slottsruinen, Borgholm
- 28 juli 1989 - Parken Zoo, Eskilstuna
- 29 juli 1989 - Alingsåsparken, Alingsås
- 30 juli 1989 - Stora scen, Skara sommarland, Skara
- 25 juli 1989 - Slottsruinen, Borgholm
- 1 augusti 1989 - Galärvarvet, Stockholm
- 4 augusti 1989 - Mariebergsparken, Karlstad
- 5 augusti 1989 - Brunnsparken, Örebro

Europaturnén
- 11 november 1989 - Kulturhuset, Helsingfors, Finland
- 14 november 1989 - Rockefeller, Oslo, Norge
- 15 november 1989 - Saga, Köpenhamn, Danmark
- 16 november 1989 - Docks, Hamburg, Tyskland
- 17 november 1989 - Westfalenhalle, Dortmund, Tyskland
- 18 november 1989 - Westfalenhalle, Dortmund, Tyskland
- 19 november 1989 - Music Hall, Frankfurt, Tyskland
- 20 november 1989 - Volkshaus, Zürich, Schweiz
- 21 november 1989 - Theater Fabrik, München, Tyskland
- 22 november 1989 - Kurhalle Oberlaa, Wien, Österrike
- 23 november 1989 - Rolling Stone, Milano, Italien
- 26 november 1989 - Paradiso, Amsterdam, Nederländerna
- 27 november 1989 - Ancienne Belgique, Bryssel, Belgien
- 1 december 1989 - Weser-Ems Halle, Oldenburg, Tyskland
- 2 december 1989 - Weser-Ems Halle, Oldenburg, Tyskland